# ジョージ・パットン4世
ジョージ・スミス・パットン4世（George Smith Patton IV、1923年12月24日 - 2004年6月27日）は、アメリカの軍人。アメリカ陸軍の軍人として朝鮮戦争やベトナム戦争に従軍した。最終階級は少将。第二次世界大戦で活躍したジョージ・パットン将軍の息子である。

## 軍歴
1923年、マサチューセッツ州ボストンにてジョージ・スミス・パットン・ジュニア少佐の息子として生を受ける。1946年、陸軍士官学校を卒業。当初は歩兵将校としての教育を受けており、1948年には西ドイツ・レーゲンスブルクに派遣される。彼の部隊はベルリン空輸作戦の際、空軍の輸送機まで物資を輸送する任務に従事していた。
1952年に帰国した後、ジョアン・ホルブルック(Joanne Holbrook)と結婚した。
1953年2月、第40歩兵師団第140戦車大隊A中隊の指揮官として朝鮮戦争只中の朝鮮半島に派遣される。朝鮮戦争終結までにそれぞれ1つ目の銀星章と名誉戦傷章を受章している。
1954年に帰国する頃には大尉に昇進しており、一時期は陸軍士官学校に勤務したが、まもなく海軍兵学校に教官として派遣された。
パットンは合計3回ベトナムに派遣されている。1962年4月から1963年4月まで南ベトナム軍事援助司令部(MACV)の一員として派遣されたのが1度目で、彼はその間に中佐まで昇進している。帰国後はフォート・フッドにて第1機甲師団第81機甲連隊第2中戦車大隊の指揮官として勤務した。1967年にはこの職を離れて再びベトナムに派遣されるが、その期間はわずか3ヶ月のみだった。最後のベトナム派遣は1968年1月から1969年1月の期間であった。この派遣中、彼は野戦における戦功により2つの殊勲十字章を受章している。この派遣の折、彼は当初ベトナム派遣軍団の本部付作戦部長たる職にあった。しかし1968年4月に大佐に昇進した後、第11機甲騎兵連隊の指揮官となる。のちに殊勲飛行十字章を受章している。
ベトナム戦争後の1970年6月、准将に昇進すると共に第2機甲師団の指揮官となる。第2機甲師団は第二次世界大戦の北アフリカ戦線にて彼の父が率いた部隊であり、これはアメリカ陸軍において、父と息子が同じ師団を率いた最初の事例であった。
1972年、フォート・ノックスの副司令に着任。この頃、彼はしばしば兵用食堂で食事を採っていた事から、兵士たちに「兵隊将軍」(GI General)と渾名されていた。
その後、少将に昇進すると共に在独米軍の第7軍団副司令に着任する。駐屯地はシュトゥットガルト近くにあり、エルヴィン・ロンメル元帥の息子マンフレート・ロンメルが市長になると、パットンとロンメルは初めて会談の機会を持った。共に著名な戦車指揮官の息子として、彼らの友好関係は2004年にパットンが死去するまで続いた。

## 受章
| 陸軍航空機乗員記章 |
| 陸軍空挺記章       |

| Bronze oak leaf cluster                           | 柏葉付殊勲十字章           |
| Bronze oak leaf cluster                           | 柏葉付銀星章               |
| Bronze oak leaf cluster · Bronze oak leaf cluster | 二重柏葉付メリット勲章     |
|                                                   | 殊勲飛行十字章             |
|                                                   | 名誉戦傷章                 |
|                                                   | 功労メダル                 |
|                                                   | 白獅子勲章（チェコの勲章） |

## 退役後

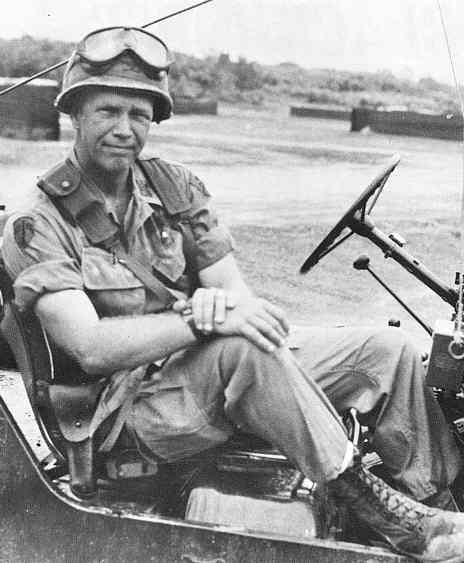
ベトナムのパットン大佐

1980年に退役した後、彼は父から受け継いだボストン北の250-エーカー (1.0 km2)の土地にグリーン・メドウズ・ファームという農場を作った。その名はベトナム従軍時、彼の指揮下で戦死した兵士の名を冠したものだという。1997年には作家ブライアン・ソーベルが手掛けていたパットン家の伝記『The Fighting Pattons』の執筆に携わる。同書では軍人一家であるパットン家が70年間を費やし携わってきた5つの戦争に関しても詳しく記述されている。
2004年、パーキンソン病により80歳で死去。

## 家名
ジョージ・パットン4世は、一族で4人目の「ジョージ・スミス・パットン」であった。曽祖父ジョージ・スミス・パットンは南北戦争に連合国陸軍（南軍）の大佐として従軍し、1864年のオペクォンの戦いで戦死した。1856年に生まれた祖父ジョージ・ウィリアム・パットンは1868年に父の名誉を称えてジョージ・スミス・パットンと改名している。彼はバージニア州立軍事学校に入校したものの、4人の「ジョージ」の中で唯一軍人の道を選ばなかった。父ジョージ・スミス・パットン・ジュニアは第二次世界大戦にアメリカ陸軍の軍人として従軍し、最も有名な「ジョージ」となった。父は「ジュニア」と名付けられていたものの、実際には3人目の「ジョージ」であった。その為、息子にジョージ・パットン4世の名を与えたのである。なお、1945年に父が事故死した後、法律上の氏名はローマ数字を省いたジョージ・スミス・パットンに変更している。ジョージ・パットン4世の長男ジョージ・スミス・パットン・ジュニアは5人目の「ジョージ」に当る。